# راک اوک (ویرجینیای غربی)
راک اوک (به انگلیسی: Rock Oak) یک منطقهٔ مسکونی در ایالات متحده آمریکا است که در شهرستان هاردی، ویرجینیای غربی واقع شده‌است.